# Бершадська міська рада
Бершадська міська рада — орган місцевого самоврядування у Бершадському районі Вінницької області. Адміністративний центр — місто Бершадь.

## Загальні відомості
Територією ради протікають річки Дохна, Берладинка.

## Населені пункти
Міській раді підпорядковані населені пункти:
- м. Бершадь

## Склад ради
Рада складається з 36 депутатів та голови.

### Керівний склад попередніх скликань
| ПІБ                        | Основні відомості                                                                     | Дата обрання | Дата звільнення |
| -------------------------- | ------------------------------------------------------------------------------------- | ------------ | --------------- |
| Кольченко Михайло Іванович | Міський голова, 1961 року народження, освіта вища, член Соціалістичної партії України | 26.03.2006   | 31.10.2010      |
| Кольченко Михайло Іванович | Міський голова, 1961 року народження, освіта вища, безпартійний                       | 31.10.2010   |                 |

Примітка: таблиця складена за даними джерела

### Депутати
За результатами місцевих виборів 2010 року депутатами ради є:
| № округу | Прізвище, ім'я, по батькові         | Дата визнання обраним | Освіта         | Партійна приналежність                           | Відомості про обраного депутата                                       |
| -------- | ----------------------------------- | --------------------- | -------------- | ------------------------------------------------ | --------------------------------------------------------------------- |
| 1        | Попсуєнко Олександр Васильович      | 03.11.2010            | Освіта вища    | член Всеукраїнського об'єднання «Батьківщина»    | ДП «Бершадський спиртовий завод», головний інженер                    |
| 2        | Уліч Вадим Миколайович              | 03.11.2010            | Освіта вища    | член Української республіканської партії «Собор» | Бершадська ЦРЛ, лікар                                                 |
| 3        | Дяченко В'ячеслав Олексійович       | 03.11.2010            | Освіта вища    | член Партії регіонів                             | Бершадська ЦРЛ, лікар                                                 |
| 4        | Кольченко Віталій Іванович          | 03.11.2010            | Освіта вища    | член Соціалістичної партії України               | пенсіонер                                                             |
| 5        | Грицик Ніна Миколаївна              | 03.11.2010            | Освіта вища    | член Партії регіонів                             | Райдержадміністрація, заступник голови                                |
| 6        | Островерх Варвара Дмитрівна         | 03.11.2010            | Освіта вища    | член Української республіканської партії «Собор» | Бершадська загальноосвітня школа № 3, заступник директора             |
| 7        | Чернега Віталій Вікторович          | 03.11.2010            | Освіта вища    | член Всеукраїнського об'єднання «Батьківщина»    | ДП «Бершадський спиртовий завод», менеджер                            |
| 8        | Ткаченко Василь Федорович           | 03.11.2010            | Освіта вища    | член Всеукраїнського об'єднання «Батьківщина»    | «Райенерго», директор                                                 |
| 9        | Віхренко Василь Миколайович         | 03.11.2010            | Освіта вища    | член Української республіканської партії «Собор» | ПП «Віхренко Л. П.», приватний підприємець                            |
| 10       | Рудь Юрій Сергійович                | 03.11.2010            | Освіта вища    | член Соціалістичної партії України               | Бершадська ЦРЛ, лікар                                                 |
| 11       | Літвін Людмила Михайлівна           | 03.11.2010            | Освіта вища    | член Партії регіонів                             | Бершадська міська рада, секретар                                      |
| 12       | Дьомін Олександр Олександрович      | 03.11.2010            | Освіта вища    | член Всеукраїнського об'єднання «Батьківщина»    | Бершадська загальноосвітня школа № 1, вчитель                         |
| 13       | Ціхоцька Наталія Володимирівна      | 03.11.2010            | Освіта вища    | член Всеукраїнського об'єднання «Батьківщина»    | тимчасово не працює                                                   |
| 14       | Тимофієв Олександр Іванович         | 03.11.2010            | Освіта вища    | член Партії регіонів                             | приватний підприємець                                                 |
| 15       | Ковальський Володимир Михайлович    | 03.11.2010            | Освіта вища    | член Партії регіонів                             | Бершадська загальноосвітня школа № 2, директор                        |
| 16       | Моспан Віктор Дмитрович             | 03.11.2010            | Освіта вища    | член Української республіканської партії «Собор» | Бершадська ЦРЛ, лікар                                                 |
| 17       | Волощук Іван Григорович             | 15.11.2010            | Освіта вища    | член Української республіканської партії «Собор» | Бершадська ЦРЛ, лікар                                                 |
| 18       | Глазов Павло Данилович              | 03.11.2010            | Освіта середня | член Соціалістичної партії України               | підприємець                                                           |
| б/м      | Вінницький Михайло Михайлович       | 05.11.2010            | Освіта вища    | член Всеукраїнського об'єднання «Батьківщина»    | ПП «Лідер», директор                                                  |
| б/м      | Жабко Євген Васильович              | 05.11.2010            | Освіта вища    | член Політичної партії «Сильна Україна»          | магазин «Килимок», комерційний директор                               |
| б/м      | Іващук Валерій Іванович             | 05.11.2010            | Освіта середня | позапартійний                                    | приватний підприємець                                                 |
| б/м      | Когут Леонід Володимирович          | 05.11.2010            | Освіта вища    | член Партії регіонів                             | приватний підприємець                                                 |
| б/м      | Максимчук Сергій Іванович           | 05.11.2010            | Освіта вища    | член Всеукраїнського об'єднання «Батьківщина»    | приватний підприємець                                                 |
| б/м      | Менюк Володимир Леонідович          | 05.11.2010            | Освіта вища    | позапартійний                                    | ВАТ «Бершадське АТП — 10527», голова правління                        |
| б/м      | Мойсеєв Павло Вікторович            | 05.11.2010            | Освіта вища    | член Партії регіонів                             | ПП «Альянс», директор                                                 |
| б/м      | Оніщук Микола Іванович              | 05.11.2010            | Освіта вища    | член Української республіканської партії «Собор» | комунальне підприємство «Бершадьринок», директор                      |
| б/м      | Оніщук Сергій Іванович              | 05.11.2010            | Освіта вища    | позапартійний                                    | тимчасово не працює                                                   |
| б/м      | Охріменко Олександр Миколайович     | 05.11.2010            | Освіта вища    | член Всеукраїнського об'єднання «Батьківщина»    | ПП «Де-Люкс», директор                                                |
| б/м      | Пітик Олександр Миколайович         | 05.11.2010            | Освіта вища    | член Політичної партії «Фронт Змін»              | ПП «Пітик», директор                                                  |
| б/м      | Похила Юрій Прокопович              | 05.11.2010            | Освіта вища    | член Всеукраїнського об'єднання «Батьківщина»    | приватний підприємець                                                 |
| б/м      | Савостьяненко Анатолій Анатолійович | 05.11.2010            | Освіта вища    | член Всеукраїнського об'єднання «Свобода»        | приватний підприємець                                                 |
| б/м      | Салганік Олександр Валентинович     | 05.11.2010            | Освіта вища    | член Партії регіонів                             | Тульчинське НВВР, провідний інженер                                   |
| б/м      | Сологуб Маїс Феліксович             | 05.11.2010            | Освіта вища    | позапартійний                                    | Бершадське міжрайонне відділення судовомедичной експертизи, завідувач |
| б/м      | Стойко Олександр Сергійович         | 05.11.2010            | Освіта вища    | член Політичної партії «Фронт Змін»              | ПСП «Нерту», головний інженер                                         |
| б/м      | Цимбалюк Іван Васильович            | 05.11.2010            | Освіта вища    | член Політичної партії «Фронт Змін»              | відділення № 350 АТ «УкрСиббанк», начальник відділення                |
| б/м      | Шевченко Віктор Петрович            | 05.11.2010            | Освіта вища    | член Української республіканської партії «Собор» | ПП «Тандем», директор                                                 |